# Волков, Евгений Логинович
Евгений Логинович Волков — советский хозяйственный и государственный деятель, лауреат Государственной премии СССР за выдающиеся достижения в труде.

## Биография
Родился в 1927 году в селе Печерское. Член КПСС.
В 1944—1950 годах — слесарь на Сызранском городском водопроводе, разнорабочий в товарно-транспортной конторе, слесарь-монтажник Самаро-Лукинского монтажного участка.
В 1950—1987 годах — бригадир слесарей-монтажников в СМУ-6 треста «Нефтепроводмонтаж», бригадир сварщиков передвижной механизированной колонны треста «Уралнефтегазстрой».
Бригада Волкова первой в тресте освоила блочно-узловой метод строительства компрессорных и насосных станций. Инициатор внедрения хозрасчета в бригаде и сквозного поточного подряда, внес более 70 рационализаторских предложений.
Заслуженный строитель РСФСР (1973).
За большой личный вклад в увеличение добычи нефти и газа был в составе коллектива удостоен Государственной премии СССР за выдающиеся достижения в труде 1984 года.
Жил в Челябинске.

## Награды
- Орден Ленина (1970)